# Sam Walton
Samuel Moore Walton (Kingfisher, 29 marzo 1918 – Little Rock, 6 aprile 1992) è stato un imprenditore statunitense.
Fu il fondatore della catena di supermercati Walmart leader mondiale nel settore della GDO.

## Infanzia e gioventù
Sam nacque da Thomas Gibson Walton e Nancy Lee Walton, il padre era un agricoltore che però faceva notevole fatica a sfamare la sua famiglia, al punto che nel 1923 decise di andare via dall'Oklahoma ed emigrare in Florida e dopo vari traslochi decise di stabilirsi con la sua famiglia nel Missouri per lavorare con suo fratello Mortage come agente immobiliare per la Metropolitan Life, un'agenzia del Missouri.

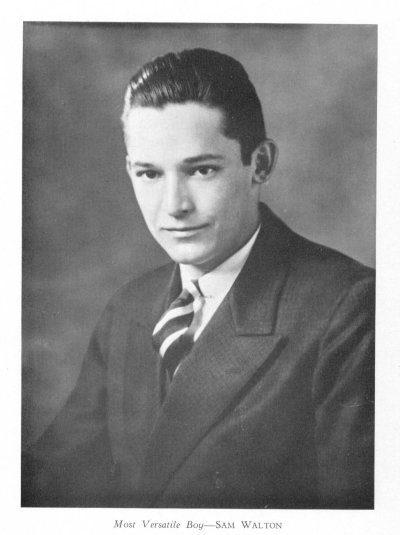
Walton nell'annuario scolastico, 1936

Cresciuto durante la Grande Depressione, Sam fece numerosi lavori per migliorare il quadro economico della famiglia, come mungere la mucca nella casa dello zio, imbottigliando il latte e rivendendolo ai clienti, o vendere giornali per le case per la Columbia Daily Tribune, così come abbonamenti per riviste. Dopo il diploma alla David H. Hickman High School of Columbia, Sam si iscrisse al college, in cui ebbe grande fortuna grazie soprattutto alla combinazione tra i buoni risultati scolastici e gli eccezionali risultati sportivi in diverse discipline, venne infatti premiato con il titolo di studente più versatile dell'istituto.
In seguito diresse una squadra sportiva e diverse attività universitarie, poi trovò lavoro in una fabbrica di munizioni, dove conobbe Helen, sua futura moglie. Successivamente Sam Walton partì per la seconda guerra mondiale.

## Primi negozi
Dopo aver lasciato l'esercito, Walton assunse la gestione del suo primo negozio (all'età di 25 anni) grazie al prestito di 20.000 dollari di suo padre, in seguito grazie ai 5.000 dollari avuti dall'esercito e i riconoscimenti per le sue gesta eroiche, Walton acquistò un negozio (che chiamerà "Eagle") a Newport, Arkansas. Il negozio era una filiale della catena Butler Brothers. Grazie al suo fiuto, alle ottime capacità imprenditoriali e alla sua determinazione il negozio prosperò rapidamente. Walton fece in modo che gli scaffali fossero ben riforniti di una vasta gamma di prodotti a basso prezzo. Il suo secondo negozio, Eagle department store, era vicino al primo aperto a Newport, accanto a quelli della concorrenza.
Con il tasso delle vendite in crescita (da 80000 $ a 225000 $ in soli tre anni), Walton attirò l'attenzione del padrone di casa di Walton, PK Holmes, da cui la famiglia di Walton aveva affittato la casa diversi anni prima. Colpito dal grande successo di Sam, Holmes acquistò i negozi di Walton a condizioni molto vantaggiose per sé (e svantaggiose per Walton), ma i genitori riacquistarono i negozi (e diritti di franchising) per il figlio, tuttavia Holmes si rifiutò di rinnovare il contratto di affitto alla famiglia. La mancanza di rinnovo del contratto, con i costi degli affitti in aumento, e l'acquisto truffaldino di Holmes furono le prime lezioni di business per Walton.
Successivamente riuscì a trattare l'acquisto di un nuovo negozio, e di una nuova casa a Bentonville, sempre Arkansas. Walton si offrì di pagare i lavori di ricostruzione della casa, a condizione che la validità del contratto di affitto fosse di 99 anni, e la possibilità di espandere la futura catena di negozi che intendeva aprire. Il proprietario di casa e titolare di un negozio accanto rifiutò 6 volte, e Walton rinunciò a Bentonville.

## Il successo e la prima catena
Nel 1954 aprì un negozio con il fratello Bud in un centro commerciale a Ruskin Heights, un sobborgo di Kansas City. Con l'aiuto di suo fratello, Sam apri una catena di supermercati tutta sua, stimolando molti manager, ed addirittura alcuni politici, a investire nel capitale dell'impresa. Questo motivò gli imprenditori di uno specifico business a estendere il loro interesse commerciale e le loro iniziative imprenditoriali, acquistando partecipazioni, o complete attività, in imprese di altri settori. Nel 1962 Sam Walton possedeva 16 negozi in Arkansas.

## Walmart
Sam Walton volle espandersi sempre di più raggiungendo i tassi di vendita più elevati, mantenendo prezzi di vendita più bassi rispetto ai suoi concorrenti e riducendo il suo margine di profitto. Ispirato dai successi di altre catene, Walton aprì il primo e il secondo negozio targati Walmart a Rogers. Il suo assistente e responsabile per l'acquisto e la manutenzione delle insegne dei negozi, Bob Bogle, gli consigliò il nome di Wal-Mart per la nuova catena.
Nel 1967 l'azienda raggiunse i 24 punti vendita in tutto lo stato di Arkansas, ottenendo inoltre 12,6 milioni di vendite. Nel 1968 l'azienda aprì i suoi primi negozi al di fuori di Arkansas, a Sikeston, Missouri, e Claremore, Oklahoma. La società di Walton, che all'inizio degli anni settanta operava in cinque stati (Arkansas, Kansas, Louisiana, Missouri e Oklahoma) si espanse ulteriormente in Tennessee nel 1973, e in Kentucky e Mississippi nel 1974. Al momento in cui la società si ampliò anche in Texas, nel 1975, poteva contare su 125 negozi con 7.500 filiali, raggiungendo un totale di fatturato di 340,3 milioni di dollari.
Nel 1977 Wal-Mart aprì nuovi negozi in Illinois e fece la sua prima acquisizione aziendale, acquistando la proprietà e gestione dei negozi di MohrValour, che operavano nel Missouri e Illinois. Questa fu seguita dalla acquisizione della Shoe Company nel 1978. Nello stesso anno Walmart si ramificò in diversi nuovi mercati, lanciando la sua farmacia, il centro servizi auto e una divisione gioielli. Nel 1981 Wal-Mart si espanse nel mercato del sud-est degli Stati Uniti, aprendo negozi in Georgia e South Carolina, e acquisendo 92 negozi Big K di Kuhn. Nel 1982 fu la volta della Florida e del Nebraska.
Nel mese di aprile 1983 la società aprì il suo primo Club, Sam's Club, una adesione basata su sconti, a Midwest City, Oklahoma. Questi furono poi estesi in Indiana, Iowa, New Mexico e North Carolina, furono istituite funzioni di "personale di accoglienza" in tutti i loro punti vendita. I primi negozi aperti in Virginia risalgono al 1984. Nel 1985 con 882 negozi con un fatturato di 8,4 miliardi di dollari e 104.000 soci, la società si ampliò in Wisconsin e Colorado, mentre nel 1986 fu la volta del Minnesota.
Nel 1987 vi furono istituiti uffici per tenere sotto controllo l'inventario dei materiali, le vendite, e inviare comunicazione immediata ai loro negozi. Continuando le loro innovazioni tecnologiche attrezzarono il 90% dei loro negozi con i lettori di codici a barre nel 1988, per meglio controllare l'inventario ed il flusso dei materiali. Nel febbraio del 1988 il fondatore Sam Walton si dimise da Amministratore Delegato, e David Glass fu chiamato a succedergli. Walton rimase nella funzione di presidente del Corporate e del Consiglio di Amministrazione, contemporaneamente la società ristrutturò le posizioni di "gestori anziani", elevando un certo numero di dirigenti a posizioni di maggiore responsabilità.
Sempre nel 1988 fu introdotto il primo Wal-Mart Supercenter a Washington, Missouri. Il Supercenter Wal-Mart dispone di tutto quanto contenuto in un negozio medio di sconto Walmart, proponendo inoltre un negozio di pneumatici e di cambio olio, un centro ottico, un laboratorio di stampa foto in un'ora, uno studio di ritratto fotografico e numerosi negozi "alloggiati" come banche, negozi di telefoni cellulari, parrucchieri e saloni di bellezza, negozi di noleggio video, e altri punti vendita tipo "fast food".
Nel 1988 Wal-Mart fu il rivenditore più redditizio negli Stati Uniti, anche se non vendette in quantità superiore a K-Mart e Sears in termini di valore fatturato fino alla fine del 1990 o all'inizio del 1991, questo significa che i suoi ricavi erano superiori con un fatturato inferiore. Sempre nel 1988 Walmart operava in 27 stati, si ampliò poi in Arizona, Michigan, Ohio, West Virginia, New Jersey e Wyoming. Nel 1990 si espanse in California, e poi fu la volta di Nevada, North Dakota, Pennsylvania, South Dakota e Utah. Questo traguardo segnò il raggiungimento ufficiale di Walmart come rivenditore completamente presente a livello nazionale.
Il 1990 ha visto un periodo di crescita senza precedenti, e l'integrazione di diverse nuove idee e tecnologie nel business. Le vendite statunitensi quadruplicarono a 32 miliardi di dollari rispetto al corso dei cinque anni precedenti, la Walmart acquisì la Società McLane, distributore di servizi ristoro, che fu poi venduta alla Berkshire Hathaway nel 2003. Nel 1991 la società si ampliò in Connecticut, Delaware, Maine, Maryland, Massachusetts, New Hampshire e New York. Nel 1991 Walmart si ampliò anche al di fuori degli Stati Uniti, a Città del Messico. Il 1991 vide anche il lancio della marca americana di prodotti Sam.

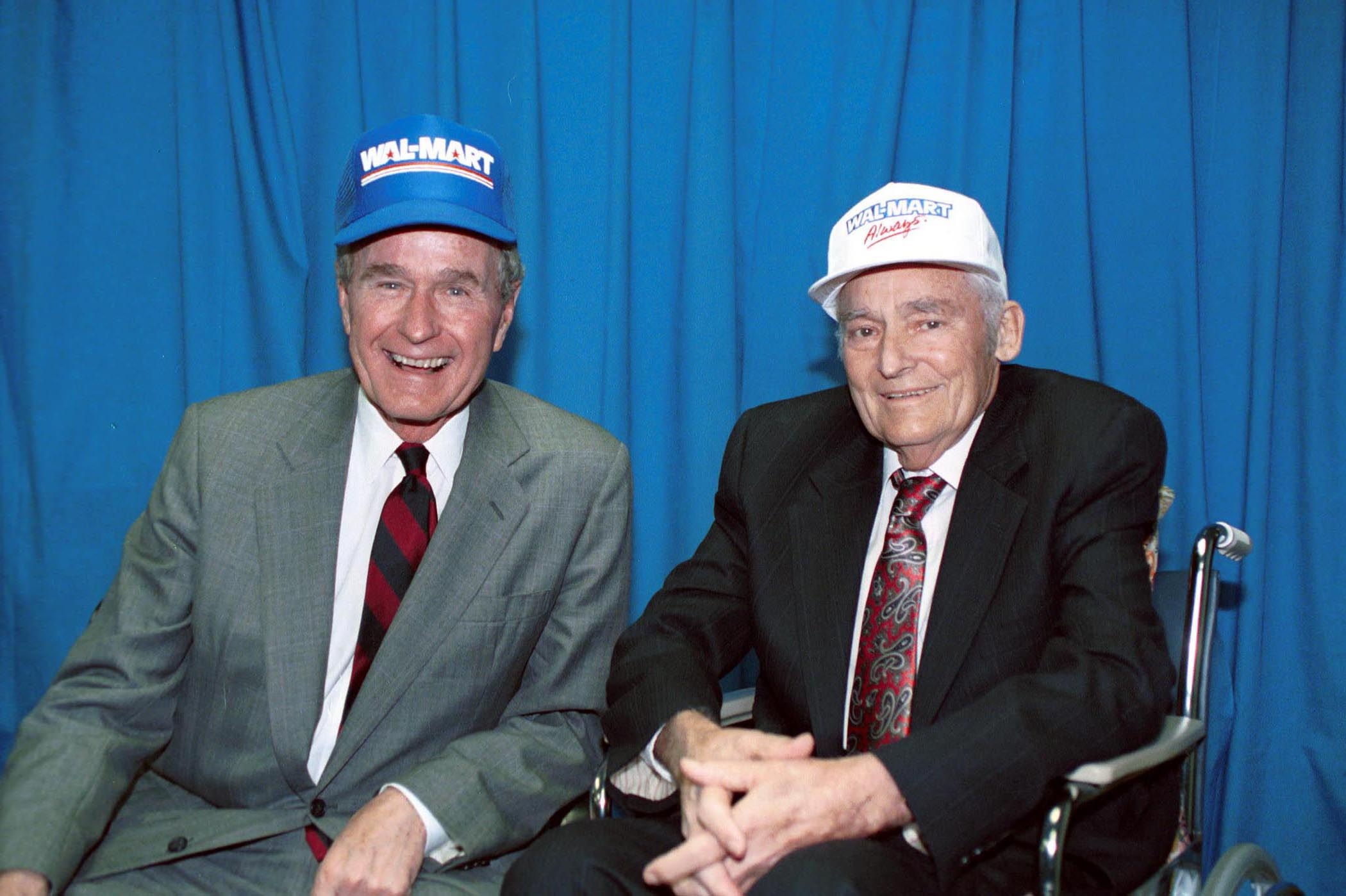
Walton e il Presidente George H. W. Bush nel marzo 1992

## Riconoscimenti
Il 17 marzo 1992 il presidente statunitense George HW Bush premiò Sam Walton con la Presidential Medal of Freedom, ma Walton morì prima di ricevere il riconoscimento. Nel 1998 Walton fu incluso da Time nella lista dei 100 uomini più importanti del ventesimo secolo, mentre Forbes lo considerò l'uomo più ricco negli USA dal 1985 al 1988. Secondo la classifica Condé Nast è il terzo miglior manager di tutti i tempi e il diciassettesimo uomo più ricco di ogni epoca.
Presso l'Università dell'Arkansas, il Business College (Sam M. Walton College of Business) è chiamato in suo onore. Walton è stato inserito nella Junior Achievement US Business Hall of Fame nel 1992.

## Vita privata
Walton sposò Helen Robson il 14 febbraio 1943. La coppia ha avuto quattro figli: Samuel Robson (Rob), nato nel 1944, John Thomas (1946-2005), James Carr (Jim), nato nel 1948, e Alice Louise nata nel 1949. Walton ha sostenuto varie iniziative caritatevoli. Walton ha inoltre servito come dirigente anziano e insegnante domenicale, insegnando agli studenti delle scuole superiori. La famiglia ha dato dei sostanziali contributi alla chiesa, e lui e la moglie erano attivi nella First Presbyterian Church di Bentonville.

## La morte
Walton morì il 5 aprile 1992 a causa di una leucemia, a Little Rock, Arkansas. La notizia della sua morte fu trasmessa in immediato a tutti i 1.960 negozi Wal-Mart. Al tempo la sua azienda impiegava 380.000 persone. Le vendite annuali assommavano quasi 50 miliardi di dollari in 1735 supermercati Wal-Mart, 212 Club di Sam, e 13 Supercenters. I suoi resti sono sepolti nel cimitero di Bentonville.

## La struttura societaria
Sam lasciò la sua proprietà di Wal-Mart a sua moglie e ai loro figli: Rob Walton succedette al padre come Presidente del Consiglio di Wal-Mart, e John Walton fu direttore della compagnia fino alla sua morte, avvenuta in un incidente aereo nel 2005. Gli altri figli non furono direttamente coinvolti in azienda, se non attraverso il loro potere di voto come azionisti. Comunque il figlio Jim è presidente della Arvest Bank. La famiglia Walton ha tenuto cinque punti nelle prime dieci persone più ricche degli Stati Uniti fino al 2005. Le due figlie di Bud Walton (fratello di Sam), Ann Kroenke e Nancy Laurie, detengono quote minori della società.